# Неисправимые
«Неисправимые» (англ. «But I'm a Cheerleader», букв. «Но я же чирлидер») — американский фильм 1999 года режиссёра Джеми Бэббит.

## Сюжет
Меган отлично учится, возглавляет школьную команду группы поддержки, и вообще очень красива. Однако в её поведении родители и друзья видят некоторые странности. Она не слишком нежна со своим парнем, предпочитает проводить время с подругами, а в её фотоальбомах совсем нет фотографий парней — только девушки. Родители опасаются что Меган — лесбиянка, и решают отправить её в воспитательный лагерь, где проводится «терапия по излечению от гомосексуальности». Но именно в лагере Меган осознает, что она на самом деле лесбиянка.

## В ролях
| В ролях        |  | Персонаж         |
| -------------- |  | ---------------- |
| Наташа Лионн   |  | Меган            |
| Мишель Уильямс |  | Кимберли         |
| Клеа Дюваль    |  | Грэм             |
| Брендт Вилль   |  | Джарет           |
| Бад Корт       |  | Питер            |
| Минк Стол      |  | Нэнси            |
| Ру Пол         |  | Майк             |
| Кэти Мориарти  |  | Мэри             |
| Эдди Сибриан   |  | Рок              |
| Дельпи, Жюли   |  | лесбиянка в баре |

## Награды
Фильм получил следующие награды:
| Награды                                     | Награды | Награды                                  | Награды                     | Награды      |
| ------------------------------------------- | ------- | ---------------------------------------- | --------------------------- | ------------ |
| Фестиваль / Премия                          | Год     | Награда                                  | Категория                   | Победитель   |
| Créteil International Women’s Film Festival | 2000    | Audience Award Graine de Cinéphage Award | Лучший художественный фильм | Джеми Бэббит |